# Pedro Elsa
Pedro Elsa, född 28 oktober 1901, var en argentinsk friidrottare. Han deltog vid olympiska sommarspelen 1932.